# Stoßbeiwagen
Ein Stoßbeiwagen, auch Standbeiwagen genannt, ist ein zusätzlicher Beiwagen einer Straßenbahn, der an der Endstation einer zweigleisigen Strecke ohne Wendeschleife, Gleisdreieck oder Umsetzgleis zum Einsatz kommt, um – trotz minimaler Infrastruktur – dennoch einen Anhängerbetrieb zu ermöglichen.

## Vor- und Nachteile
Im Gegensatz zur klassischen Umsetzendstelle mit drei Weichen, muss beim Einsatz von Stoßbeiwagen nur eine vorhanden sein. Dieses Verfahren war früher insbesondere bei der Straßenbahn Wien häufig anzutreffen, wird heute aber nirgendwo mehr praktiziert.
Die Endstelle hat dabei die Form einer Spitzkehre, das heißt eine ansonsten zweigleisige Strecke schließt mit einem kurzen eingleisigen Stumpfgleis ab. Hierbei wartet der Stoßbeiwagen – noch im zweigleisigen Bereich abgestellt – das Eintreffen des nächsten Kurses ab. Der Triebwagen wird mit dem wartenden Beiwagen gekuppelt, danach zieht die Einheit aus dem Trieb- und den Beiwagen zwei Wagenlängen vor. Hier wird der bisherige Beiwagen angebremst und entkuppelt. Der Triebwagen schiebt (»stößt«) den neuen Beiwagen in das Ausziehgleis. Von dort aus fährt er anschließend mit diesem zurück zur anderen Endstelle der Linie, während der gerade angekommene Beiwagen zum neuen Stoßbeiwagen wird und wiederum das Eintreffen des nächsten Zuges abwartet. Während des Aufenthalts an der Endstelle wird der Beiwagen vom Schaffner mit der Handbremse gegen Wegrollen gesichert und vor Vandalismus geschützt, dieser ist auch für das An- und Abkuppeln „seines“ Beiwagens zuständig.
Von Nachteil ist hierbei der zusätzliche Fahrzeugbedarf, weil für jede Endstelle mit diesem Verfahren ein zusätzlicher Beiwagen samt Personal, das ihn vor allem gegen Wegrollen sichert, eingeplant werden muss. Im Gegenzug wird für den Wendevorgang weniger Zeit und nur ein Richtungswechsel benötigt. Ein klassisches Umsetzen erfordert vier Richtungswechsel, die wegen des erforderlichen Umlegens des Stromabnehmers insbesondere in Netzen mit Stangenstromabnehmern aufwändig sind.
Eine Alternative zum Stoßbeiwagen stellt der Einsatz von Zwillingstriebwagen oder Steuerwagen dar. In diesen Fällen kann trotz Mehrwagenzügen sogar ganz auf Kuppelvorgänge verzichtet werden. Sie erfordert jedoch betriebsfeste Vielfachsteuerungen, die erst ab etwa 1930 zur Verfügung standen.